# فرودگاه فلایینگ سی
فرودگاه فلایینگ سی  (به انگلیسی: Flying C Airport) یک فرودگاه همگانی است که یک باند فرود چمن دارد و طول باند آن ۵۰۳ متر است. این فرودگاه در کشور ایالات متحده آمریکا قرار دارد و در ارتفاع ۲۳۶ متری از سطح دریا واقع شده است.